# تاریخ نقد جدید
تاریخ نقد جدید (به انگلیسی: A History of Modern Criticism) کتابی هشت‌جلدی از رنه ولک است که به تاریخِ نقدِ ادبی از ۱۷۵۰ تا ۱۹۵۰ میلادی می‌پردازد.

## به فارسی
کتاب با ترجمهٔ سعید ارباب شیرانی در سالِ ۱۳۷۵ منتشر و در مراسم کتاب سال جمهوری اسلامی ایران به‌عنوان کتاب برگزیده معرفی شد.